# Валдериче
Валдѐриче (на италиански: Valderice, на сицилиански Valderici или Papareddra, Валдеричи или Папаредра) е малък град и община в южна Италия, провинция Трапани, автономен регион и остров Сицилия. Разположен е на 240 m надморска височина. Населението на града е 12 175 души (към 2010 г.).